# Villa albicollaris
Villa albicollaris är en tvåvingeart som beskrevs av Cole 1923. Villa albicollaris ingår i släktet Villa och familjen svävflugor. Inga underarter finns listade i Catalogue of Life.